# الخطوط الجوية الجزائرية الرحلة 702 بي
رحلة الخطوط الجوية الجزائرية / فينيكس الرحلة 702P، هي رحلة جوية كانت تشغلها طائرة بوينغ 737 مملوكة للخطوط الجوية الجزائرية ومؤجرة لشركة فينيكس للطيران (وهي شركة قرغيزية تتخذ من مطار الشارقة مقرا لعملياتها). وحملت الطائرة اسم واحة. وكان رقم تسجيلها 7T-VEE . وقد تحطمت في 21 ديسمبر 1994 بالقرب من مطار كوفنتري، انكلترا. وقُتل كل من كان على متنها وعددهم خمسة.

## الحادثة
يتكون الركاب من ثلاثة أفراد من الطاقم جزائريين واثنين من العاملين الإنجليز في مجال الماشية.
كان قائد الرحلة 702بي أحمد نمديل البالغ من العمر 44 عامًا قد حقق 10,686 ساعة طيران، منها 2,187 ساعة على متن طائرة بوينغ 737-200. أما الضابط الأول نصر الدين حنطور البالغ من العمر 35 عامًا فقد حقق 2,858 ساعة طيران، معظمها على متن طائرة بوينغ 737-200. وكان برفقتهما مهندس صيانة في الخطوط الجوية الجزائرية الهاشمي عبد اللاوي البالغ من العمر 38 عامًا؛ أما مناولو الشحن فكانا أدريان شارب البالغ من العمر 31 عامًا، وأندرو ييتس البالغ من العمر 22 عامًا. وكلاهما يعملان لدى شركة فينيكس للطيران.
غادرت الطائرة امستردام في رحلة روتينية إلى كوفنتري في يوم وقع الحادث. حيث كان مقررًا أن تحمل الحيوانات الحية على متنها للتصدير إلى هولندا وفرنسا. كان الطقس في كوفنتري سيئا ويتدهور باطراد خلال النهار، وبحلول وقت وصول الطائرة إلى منطقة كوفنتري، كان الطقس سيئا للغاية وكان مدى رؤية المدرج في مطار كوفتري ‏ 700 متر فقط. كانت الطائرة غير مجهزة بشكل صحيح بنظام هبوط الأجهزة المحدث للمدرج المعني، لذلك اختار الطيارون التوجيه بواسطة جهاز تحكم بالرادار باستخدام الاقتراب برادار المراقبة (SRA)، بعدما تبين فشل الامر، قرر الطيار الهبوط في مطار إيست ميدلاندز ‏.
بعد حوالي 90 دقيقة من الهبوط في شرق ميدلاندز، تحسنت الرؤية في كوفنتري بشكل ملحوظ. غادرت الرحلة شرق ميدلاندز في الساعة 9:38 بالتوقيت المحلي من أجل القيام بمحاولة ثانية للهبوط في الوجهة المحددة. ومتبعا أيضا محاولة الهبوط عبر أنظمة مراقبة الرادار، انحدرت الطائرة بشكل حاد استعدادا للهبوط إلا انها اصطدمت مع برج نقل كهربائي مرتفع يبلغ ارتفاعه 26 مترا ويقع على بعد 1.8 كم من عتبة المدرج. سبب الاصطدام أضرار جسيمة في المحرك الأيسر وهيكل الجناح الأيسر. قبل ان تنحرف الطائرة إلى اليسار وتضرب منزلا قبل تحطمها النهائي ثم تحطمت في منطقة غابات واشتعلت النيران في حطامها.

## بعد الحادثة
خلصت التحقيقات التي أُجريت في أعقاب الحادث إلى أن سببه هو طاقم الطائرة الذي سمح للطائرة بالهبوط إلى درجة كبيرة بحيث تجاوزت الحد الأدنى المقرر لارتفاع عمليات الهبوط. وقد انحدروا بشدة دون أن يفكروا باحتمال اصطدامهم باي عقبات بعيدة عن عتبة المدرج. ووجدت التحقيقات أيضا أن الطاقم قد فشل في التحقق من مؤشرات مقياس الارتفاع خلال محاولة الهبوط، وأشارت التحقيقات أن أداء طاقم الطائرة قد ضعف بشكل كبير بسبب آثار التعب.
في الذكرى العاشرة للحادثة وضعت لوحة تذكارية من النحاس الاسفر للتذكير بها وبضحاياها قرب الطريق الذي وقعت عنده الحادثة.